# Tokugawa Hidetada
Tokugawa Hidetada (徳川 秀忠, ,2 de maio de 1579 - 14 de março de 1632) foi o segundo xogum Tokugawa, que governou de 1605 até sua abdicação em 1623. Terceiro filho de Tokugawa Ieyasu. Foi o vencedor da Batalha de Sekigahara junto com seu pai.

## Juventude (1579-1593)
Tokugawa Hidetada foi filho de Tokugawa Ieyasu e uma de suas consortes, em 1579. A data exata de seu nascimento é desconhecida. Pouco depois de seu nascimento sua madrasta (a esposa oficial de Ieyasu) e seu meio-irmão Tokugawa Nobuyasu foram executados sob suspeita de tramar com Takeda Shingen para assassinar Ieyasu.  Ao matar sua esposa e seu suposto co-conspirador, Ieyasu declarou sua posição no conflito entre o clã Oda — sob a direção de Oda Nobunaga — e o clã Takeda sob o comando de Takeda Shingen, apoiando os Oda. 
O poder tradicional base do clã Tokugawa era Mikawa. Em 1590, o novo Tenkaji (governante do pais) do Japão, Toyotomi Hideyoshi obrigou Ieyasu, a atacar o domínio dos Go-Hojo na batalha que se que se tornou conhecida como o Cerco de Odawara.  Hideyoshi alistou Ieyasu para esta campanha com a promessa de trocar as cinco províncias sob controle de Ieyasu por oito províncias em Kanto, incluindo a cidade de Edo. A fim de evitar que Ieyasu se bandeasse para o lado dos Hojo (uma vez que anteriormente os Hojo e os Tokugawa tinham relações amigáveis), Hideyoshi raptou o filho de Ieyasu, Takechiyo, de apenas onze anos de idade e o tomou como refém. Em 1592 Hideyoshi presidiu a cerimônia de maioridade de Takechiyo, que passou a se chamar Hidetada.  Nesta época Hidetada foi nomeado herdeiro do Clã Tokugawa, pois o filho mais velho de Ieyasu havia sido executado anteriormente, e seu segundo filho foi adotado por Hideyoshi quando ainda era um bebê. Em 1593, Hidetada retornou ao convivio seu pai.

## Suas Realizações Militares (1593-1605)
Em 1595, Hidetada casou com Oeyo do clã Oda e eles tiveram dois filhos, Iemitsu e Tadanaga.  Eles também tiveram duas filhas, uma das quais, Senhime, se casou duas vezes. A outra filha, Kazuko-hime, casou-se com o Imperador Go-Mizunooe mais tarde passou a utilizar o nome budista de Tōfukumon-in. 
Sabendo que sua morte viria antes que seu filho Hideyori se tornasse adulto, Hideyoshi nomeou cinco Regentes — um dos quais era o pai de Hidetada, Ieyasu — para governar no lugar de seu filho. Hideyoshi esperava que a grande rivalidade entre os Regentes impediria que um deles tomasse o poder. Mas, depois que Hideyoshi morreu em 1598, Hideyori teve um governo apenas nominal, os Regentes esqueceram todos os seus votos de fidelidade eterna e logo passaram a disputar o controle da nação. Ieyasu era um dos mais fortes dos cinco Regentes, e arregimentou a seu lado a chamada Facção Oriental.  Em contraposição reuniu-se uma Facção Ocidental em torno de Ishida Mitsunari. As duas facções entraram em conflito na famosa Batalha de Sekigahara, que estabeleceu o início da Era Tokugawa. 
Em 1600 Hidetada levou 16.000 homens de seu pai em uma campanha para conter o  clã Uesugi da Facção Ocidental em Shinano.  Ieyasu então ordenou a Hidetada que marchasse para Sekigahara em antecipação a batalha decisiva contra a Facção Ocidental. Mas o clã Sanada conseguiu retardar as forças de Hidetada, que acabaram chegando tarde demais para ajudar na vitória apertada, mas decisiva, do pai.  A partir dai relacionamento entre Hidetada e Ieyasu ficou estremecido. Em 3 de dezembro de 1601, o primeiro filho de Hidetada, Nagamaru (長 丸), nasceu de uma jovem solteira de Kyoto chamada Onatsu. Em setembro de 1602, Chōmaru adoeceu e morreu; seu funeral foi realizado no templo Zōjō-ji em Shibe. 
Em 1603, o Imperador Go-Yōzei concedeu a Ieyasu o título de xogum e desta forma Hidetada se tornou o herdeiro do xogunato.

## Xogum (1605-1623)
Para evitar o mesmo destino de seu antecessor, Ieyasu estabeleceu um padrão dinástico logo depois de se tornar xogum, abdicando em favor de Hidetada em 1605. Ieyasu continuou a ter um poder significativo até sua morte em 1616; mas Hidetada, passa a assumiu o papel de chefe formal da burocracia do Bakufu. 
Para grande consternação de Ieyasu, em 1612, Hidetada arquitetou um casamento entre Sen, a neta favorita de Ieyasu, e Toyotomi Hideyori, que estava morando como plebeu no Castelo de Osaka com sua mãe. Quando isso não conseguiu sufocar as intrigas de Hideyori, o Ogoxo Ieyasu e o xogum Hidetada trouxeram um exército para Osaka.  Pai e filho mais uma vez discordaram sobre como conduzir esta campanha contra as forças recalcitrantes de Toyotomi em Osaka. No cerco que se seguiu Hideyori e sua mãe foram obrigados a cometer suicídio. Mesmo o filho pequeno de Hideyori, Kunimatsu, que ele teve com uma concubina, não foi poupado.  Só Sen foi poupada; mais tarde ela se casou novamente e teve uma nova família.
Após a morte de Ieyasu em 1616, Hidetada assumiu o controle total do Bakufu.  Hidetada fortaleceu os Tokugawa no poder, melhorando as relações com a corte imperial. Para este fim, ele casou com sua filha Kazuko para o Imperador Go-Mizunoo.  Fruto desse casamento nasceu uma menina, que sucedera ao pai no trono do Japão para se tornar a Imperatriz Meishō.   A cidade de Edo também foi fortemente desenvolvida em seu governo.

## Ogoxo (1623–1632)
Em 1623, Hidetada renunciou de seu governo em favor de seu filho mais velho e herdeiro, Iemitsu.  Como seu pai antes dele, Hidetada se tornou Ogoxo (xogum aposentado), e reteve o poder efetivo. Ele promulgou medidas anti-cristãs draconianas, que Ieyasu já havia anteriormente considerado: baniu livros cristãos, forçou os daimiōs cristãos a cometer suicídio, ordenou que todos os outros cristãos que renunciassem a sua crença, mandando em 1628, em Nagasaki, executar cinquenta e cinco cristãos (japoneses e estrangeiros) que se recusaram a renunciar o cristianismo ou deixar o pais. 
Ogoxo Hidetada morreu 14 de março de 1632.  Seu nome póstumo budista é Daitoku-in (台 徳 院). Suas cinzas foram assentadas cerimoniosamente no Mausoléu de Taitoku em Edo.